# اريك فوربس آدم
اريك فوربس آدم (بالإنجليزية: Eric Forbes Adam)‏ (3 أكتوبر 1888 في الهند - 7 يوليو 1925 في تركيا) هو دبلوماسي ولاعب كريكت بريطاني (وحمل سابقاً جنسية المملكة المتحدة لبريطانيا العظمى وأيرلندا). لعب مع نادي جامعة كامبريدج للكريكيت ‏.